# Třída Midway
Třída Midway byla lodní třída letadlových lodí Námořnictva Spojených států. V letech 1945–1947 byly do služby zařazeny tři jednotky této třídy. Šlo o jedny z nejdéle sloužících letadlových lodí USA, první z nich, USS Midway (CV-41), byla zařazena do služby v roce 1945 a zúčastnila se ještě války v Zálivu v roce 1991.

## Stavba
Původně byla plánována stavba šesti jednotek této třídy, ale nakonec byly postaveny pouze tři. Na jejich stavbě se podílely americké loděnice Newport News Shipbuilding v Newport News ve státě Virginie a New York Navy Yard v New Yorku. Stavba dalších tří letadlových lodí byla zrušena před založením kýlu. Jednotka CV-44 byla zrušena 11. ledna 1943, zbylé dvě, CVB-56 a CVB-57, shodně 28. března 1945.

## Seznam jednotek
Jednotky třídy Midway:
| Jméno                             | Loděnice          | Založení kýlu     | Spuštěna        | Vstup do služby | Stav                                                       |
| --------------------------------- | ----------------- | ----------------- | --------------- | --------------- | ---------------------------------------------------------- |
| USS Midway (CV-41)                | Newport News SB   | 27. října 1943    | 20. března 1945 | 10. září 1945   | 11. dubna 1992 vyřazena, zachována jako muzeum v San Diegu |
| USS Franklin D. Roosevelt (CV-42) | New York Naval SY | 1. prosince 1943  | 29. dubna 1945  | 27. října 1945  | 1. října 1977 vyřazena, sešrotována                        |
| USS Coral Sea (CV-43)             | Newport News SB   | 10. července 1944 | 2. dubna 1946   | 1. října 1947   | 30. dubna 1990, sešrotována                                |